# StarCraft: Ghost
StarCraft: Ghost var efterfølgeren til Blizzard Entertainments StarCraft og StarCraft: Brood War.
Ghost bliver et 3D first-person shooter-computerspil, sat i det kendte StarCraft-miljø.
I marts 2006 annoncerede Blizzard at udviklingen ville blive udsat på ubestemt tid, mens firmaet undersøgte nye hardware muligheder for eventuelt at kunne producere spillet til 7. generations konsoller. Til trods for dette anser nogle medier i dag udviklingen af spillet som helt at være stoppet.